# Domony
Domony es un pueblo húngaro perteneciente al distrito de Aszód, condado de Pest.

## Superficie
Cuenta con una superficie de 21,80 km².

## Demografía
Hasta 2024 la población era de 2212 habitantes, con una densidad de población de 101,46 hab/km².
| Gráfica de evolución demográfica de Domony entre 2020 y 2024 |
|                                                              |
| Datos según la Oficina Central de Estadística de Hungría.    |